# World Association of Investment Promotion Agencies
A World Association of Investment Promotion Agencies (WAIPA, “Associação Mundial de Agências de Promoção de Investimentos”) é uma organização não governamental internacional fundada em 1995 pela Conferência das Nações Unidas sobre Comércio e Desenvolvimento que atua como um fórum para agências de promoção de investimentos, fornece "networking" e promove melhores práticas em promoção de investimentos.
Os objetivos da WAIPA, conforme os estatutos da Associação, são os seguintes:
- Promover compreensão e cooperação entre agências de promoção de investimentos;
- Fortalecer sistemas de coleta de informação, promover o uso eficiente de informação e facilitar acesso a fontes de dados.
- Compartilhar experiências regionais e de países na atração de investimento estrangeiro e aumentar os investimentos externos;
- Auxiliar as agências a defender a promoção de políticas, dentro de seus governos, que são benéficas para o aumento do investimento estrangeiro direto e promover o desenvolvimento econômico;
- Facilitar acesso à assistência técnica e promover treinamento de agências de promoção de investimentos.

Desde 2015, o escritório central funciona em Istambul, na Turquia, de onde serve a mais de 170 membros de 130 países.

## Ligações Externas
Página Oficial